# Olympische Sommerspiele 1896/Teilnehmer (Schweden)
| Silbermedaillen | Bronzemedaillen | 3. |
| --------------- | --------------- | -- |
| —               | —               | —  |

Schweden nahm an den Olympischen Sommerspielen 1896 in Athen, Griechenland, mit dem Sportler Henrik Sjöberg teil. Er trat in den Sportarten Leichtathletik und Turnen an.

## Teilnehmer nach Sportarten

### Leichtathletik
| Athleten       | Wettbewerb | Vorlauf   | Vorlauf | Finale        | Finale        | Rang |
| Athleten       | Wettbewerb | Zeit      | Rang    | Zeit          | Rang          | Rang |
| -------------- | ---------- | --------- | ------- | ------------- | ------------- | ---- |
| Männer         |            |           |         |               |               |      |
| Henrik Sjöberg | 100 m      | unbekannt | 4/5     | ausgeschieden | ausgeschieden |      |
| Henrik Sjöberg | Hochsprung | /         | /       | 1,62 m        | 4             | 4    |
| Henrik Sjöberg | Weitsprung | /         | /       | 5,80 m        | 6             | 6    |
| Henrik Sjöberg | Diskuswurf | /         | /       | ??            | 7             | 7    |

### Turnen
- Henrik Sjöberg

- Pferdsprung: keine Angaben